# Liste der Kulturdenkmäler in Sankt Martin (Pfalz)
In der Liste der Kulturdenkmäler in Sankt Martin sind alle Kulturdenkmäler der rheinland-pfälzischen Ortsgemeinde Sankt Martin aufgeführt. Grundlage ist die Denkmalliste des Landes Rheinland-Pfalz (Stand: 14. August 2023).

## Denkmalzonen
| Bezeichnung           | Lage | Baujahr                     | Beschreibung | Bild                           |
| --------------------- | --- | --------------------------- | --- | ------------------------------ |
| Denkmalzone Ortskern  | Am Pfarrgarten (ohne Nummer), Bergstraße 13–36, Edenkobener Straße 1–50, Einlaubstraße 1, 2 und 4, Emserstraße 1–27, Finsterlandstraße 1–12 (ohne Nr. 7 und 9), Friedhofstraße 1–8, Haardtgasse 1–5 und 7, Hintergasse 1–9 (ungerade Nummern), Hornbrücke 1–5, Jahnstraße 1, Kellereistraße 1, 2 und 4, Kirchstraße 1–17, Kreuzweg 1 und 2, Lärchengasse 1–17, Maikammerer Straße 1–31 (ungerade Nummern) und 2–24 (gerade Nummern), Mühlstraße 1–30, Tanzstraße 1–18, Totenkopfstraße 5–17 (ungerade Nummern) und 12–16 (gerade Nummern), Wooggasse 1–3 Lage | 16. bis 19. Jahrhundert     | weitgehend geschlossene historische ein- bis zweigeschossige Bebauung des 16. bis 19. Jahrhunderts, im Wesentlichen Winzerhöfe mit Torbögen, darunter auch Fachwerk; in der Edenkobener Straße gründerzeitliche Erweiterung | weitere Bilder Fotos hochladen |
| Denkmalzone Kropsburg | südwestlich des Ortes Lage | Anfang des 13. Jahrhunderts | Anfang des 13. Jahrhunderts gegründet, 1689 zerstört; Überreste: Ringmauer mit Schalentürmen; Torbogen (1583); Eckturm (Gartenhaus), die Tür bezeichnet 1612; Unterburg, zweite Hälfte des 16. Jahrhunderts: Treppenturm, Torbau, Renaissance-Portale, über einem Werksteine bezeichnet 1560, 1584; Oberburg: Umfassungsmauer, Bergfried mit Buckelquadern | weitere Bilder Fotos hochladen |

## Einzeldenkmäler
| Bezeichnung                              | Lage                                                                        | Baujahr                              | Beschreibung | Bild                           |
| ---------------------------------------- | --------------------------------------------------------------------------- | ------------------------------------ | --- | ------------------------------ |
| Bildstock                                | Bergstraße, bei Nr. 1 Lage                                                  | 1820                                 | Bildstock, bezeichnet 1820 | Fotos hochladen                |
| Torbogen                                 | Bergstraße, an Nr. 13 Lage                                                  | 1807                                 | nachbarocker Torbogen, bezeichnet 1807 | Fotos hochladen                |
| Schulhaus                                | Bergstraße 24 Lage                                                          | 1880                                 | spätklassizistischer pilastergegliederter Rotsandsteinquaderbau, bezeichnet 1880; Lehrerwohnung, Krüppelwalmdach, Heimatstil, um 1910 | Fotos hochladen                |
| Wohnhaus                                 | Bergstraße 34 Lage                                                          | 1769                                 | Wohnhaus, bezeichnet 1769 | Fotos hochladen                |
| Wohnhaus                                 | Edenkobener Straße 1 Lage                                                   | spätes 16. Jahrhundert               | winkelförmiges Wohnhaus, im Kern aus dem späten 16. Jahrhundert, Umbau im 18. und 19. Jahrhundert; am Nebengebäude Renaissance-Torbogen (Bild) | weitere Bilder Fotos hochladen |
| Torbogen                                 | Edenkobener Straße, an Nr. 3 Lage                                           | 1617                                 | Renaissance-Torbogen, bezeichnet 1617 | Fotos hochladen                |
| Hofanlage                                | Edenkobener Straße 4 Lage                                                   | 16. bis 19. Jahrhundert              | Hofanlage, 16. bis 19. Jahrhundert; eingeschossiges Wohnhaus über Hochkeller, im Wesentlichen aus dem 18. Jahrhundert, Torbogen bezeichnet 1579 | Fotos hochladen                |
| Zehnthof                                 | Edenkobener Straße 5 Lage                                                   | 1608                                 | ehemaliger Zehnthof (?); Dreiseithof, Renaissance-Torbogen bezeichnet 1601 (Bild), Umbau im frühen 19. Jahrhundert; Walmdachbau, teilweise Fachwerk | weitere Bilder Fotos hochladen |
| Spolie                                   | Edenkobener Straße, an Nr. 9 Lage                                           | 1728                                 | reliefierter Torbogen-Schlussstein, bezeichnet 1728 | Fotos hochladen                |
| Relief                                   | Edenkobener Straße 11 Lage                                                  | 1740                                 | barocker Reliefstein, bezeichnet 1740 und 1803 | Fotos hochladen                |
| Hofanlage                                | Edenkobener Straße 12 Lage                                                  | 1835                                 | ehemaliges Gasthaus; Vierseithof; stattlicher Walmdachbau, bezeichnet 1835, Stall 1832, verfüllter Ziehbrunnen | Fotos hochladen                |
| Torbogen                                 | Edenkobener Straße, an Nr. 18 Lage                                          | um 1600                              | Renaissance-Torbogen, um 1600; am Rückgebäude Reste eines zeitgleichen Torbogens, bezeichnet 1599 | Fotos hochladen                |
| Skulptur                                 | Edenkobener Straße, an Nr. 23 Lage                                          | 18. Jahrhundert                      | Figurengruppe, skulptierte Nische, 18. Jahrhundert (?) | Fotos hochladen                |
| Weingut                                  | Edenkobener Straße 45 Lage                                                  | um 1910                              | Weingut, um 1910; eingeschossige Walmdach-Villa über Hochkeller, Heimatstil unter Jugendstileinfluss | Fotos hochladen                |
| Kriegerdenkmal                           | Emserstraße, Ecke Kellereistraße Lage                                       | 1920er Jahre                         | Kriegerdenkmal 1914/18, Heiliger Georg, 1920er Jahre | Fotos hochladen                |
| Adelshof der Schlichterer von Erfenstein | Emserstraße 4 Lage                                                          | 1604                                 | Zweiflügelanlage, bezeichnet 1604, neugotischer Altan, 19. Jahrhundert | Fotos hochladen                |
| Torbogen                                 | Emserstraße, an Nr. 11 Lage                                                 | 1604                                 | Torbogen, bezeichnet 1747, mit alter Haus-Nr. 104 | Fotos hochladen                |
| Grabmal                                  | Friedhofstraße, auf dem Friedhof Lage                                       | um 1908                              | Grabmal Prälat Jakob Schäfer, Steinkruzifix, um 1908 | Fotos hochladen                |
| Skulptur                                 | Haardtgasse, an Nr. 1 Lage                                                  | 18. Jahrhundert                      | Marienfigur, barocke Immakulata, 18. Jahrhundert | Fotos hochladen                |
| Torbogen                                 | Haardtgasse, an Nr. 5 Lage                                                  | 1597                                 | skulptierter Renaissance-Torbogen, bezeichnet 1597 | Fotos hochladen                |
| Torbogen                                 | Haardtgasse, an Nr. 7 Lage                                                  | 1750                                 | barocker Torbogen, bezeichnet 1750 | Fotos hochladen                |
| Torbogen                                 | Haardtgasse, an Nr. 8 Lage                                                  | 16. Jahrhundert                      | spätgotischer Torbogen, 16. Jahrhundert (bezeichnet 1833) | Fotos hochladen                |
| Kellerbogen                              | Hintergasse, an Nr. 7 Lage                                                  | 1552                                 | Kellerbogen, bezeichnet 1551 | Fotos hochladen                |
| Skulptur                                 | Jahnstraße, an Nr. 3 Lage                                                   | 18. Jahrhundert                      | Immakulata, barock, 18. Jahrhundert | Fotos hochladen                |
| Wegekreuz                                | Jahnstraße, bei Nr. 5 Lage                                                  | 18. Jahrhundert                      | Wegekreuz auf Tischsockel, eventuell noch aus dem 18. Jahrhundert, erneuert 1856, Stifterinschrift 1857 | Fotos hochladen                |
| Kellerei der Herren von Dalberg          | Kellereistraße 1 Lage                                                       | 16. bis 18. Jahrhundert              | Kellerei der Herren von Dalberg, 16. bis 18. Jahrhundert; eingeschossiger Krüppelwalmdachbau über Hochkeller, bezeichnet 1536 (Bild), im Wesentlichen aus dem 18. Jahrhundert; barocke Nischenskulptur, 18. Jahrhundert; Spolie: Grabstein, bezeichnet 1777; Verbindungsbau, 18. Jahrhundert, Scheune, spätes 18. Jahrhundert; Gartenanlage, erste Hälfte des 19. Jahrhunderts; im Garten Madonnenfigur, 1716 (Bild) | weitere Bilder Fotos hochladen |
| Katholische Pfarrkirche St. Martin       | Kirchstraße Lage                                                            | 12. bis 19. Jahrhundert              | 12. bis 19. Jahrhundert; Turmuntergeschosse romanisch, Obergeschosse und Portal, bezeichnet 1488, spät- oder neugotisch; spätbarockes Langhaus, bezeichnet 1779, gotisierend verändert, 1889–92, Architekt Wilhelm Schulte I., Neustadt an der Weinstraße | weitere Bilder Fotos hochladen |
| Skulptur und Kruzifix                    | Kirchstraße, bei der Kirche Lage                                            | ab 1725                              | Figur des Heiligen Martin, barocke Sandsteinskulptur, bezeichnet 1725; Kruzifix, barock, Stein, zweite Hälfte des 18. Jahrhunderts | Fotos hochladen                |
| Hofanlage                                | Kirchstraße 1 Lage                                                          | 16. bis 18. Jahrhundert              | Hofanlage, 16. bis 18. Jahrhundert; spätbarocker Krüppelwalmdachbau, bezeichnet 1789, im Kern älter; skulptierte Ecknische (Bild), bezeichnet 1517, rückwärtiger Keller 1573 | weitere Bilder Fotos hochladen |
| Torbogen                                 | Kirchstraße, an Nr. 5 Lage                                                  | 1760                                 | barocker Torbogen, bezeichnet 1760 | Fotos hochladen                |
| Katholisches Pfarrhaus                   | Kirchstraße 9 Lage                                                          | um 1563                              | ehemaliges katholisches Pfarrhaus, um 1563; reicher Fachwerkbau mit Eckerker; am Nebengebäude barockes Relief (Bild), angeblich von 1750 | weitere Bilder Fotos hochladen |
| Relief                                   | Lärchengasse, an Nr. 3 Lage                                                 | 1549                                 | Reliefstein, bezeichnet 1549 | Fotos hochladen                |
| Wohnhaus                                 | Lärchengasse 5 Lage                                                         | 17. Jahrhundert                      | Wohnhaus eines ehemaligen Adelshofes; eingeschossiges Fachwerkhaus über Hochkeller, im Kern aus dem 17. Jahrhundert, Umbau am Anfang des 20. Jahrhunderts | Fotos hochladen                |
| Wohnhaus                                 | Lärchengasse 11 Lage                                                        | 1721                                 | barockes Fachwerkhaus über Hochkeller, bezeichnet 1721; Renaissance-Torbogen, bezeichnet 1674, im 18. Jahrhundert überbaut | weitere Bilder Fotos hochladen |
| Wohnhaus                                 | Maikammerer Straße 3 Lage                                                   | 18. Jahrhundert                      | barockes Wohnhaus, 18. Jahrhundert; überbauter Torbogen, bezeichnet 1879(Bild) | weitere Bilder Fotos hochladen |
| Schloss der Hund von Saulheim            | Maikammerer Straße 5/7 Lage                                                 | letztes Viertel des 16. Jahrhunderts | im letzten Viertel des 16. Jahrhunderts erbaut von Johann Christoph Hund von Saulheim; zwei Renaissance-Wohnbauten, Nr. 7 im 18. Jahrhundert barock überformt; im Hof zwei Treppentürme, bezeichnet 1591 bzw. 1587; Wirtschaftsgebäude mit Kelterhalle auf Steinsäulen | weitere Bilder Fotos hochladen |
| Wohnhaus                                 | Maikammerer Straße 8 Lage                                                   | Ende des 18. oder 19. Jahrhundert    | langgestrecktes spätbarockes Wohnhaus über Hochkeller, Ende des 18. oder 19. Jahrhundert (Bild) | weitere Bilder Fotos hochladen |
| Spolie                                   | Maikammerer Straße, an Nr. 12 Lage                                          | um 1600                              | Türsturz (?) mit Beschlagwerk, um 1600 (Bild) | weitere Bilder Fotos hochladen |
| Skulptur                                 | Maikammerer Straße, an Nr. 13 Lage                                          | 18. Jahrhundert                      | Figur des Heiligen Antonius, skulptierte Muschelnische, 18. Jahrhundert | Fotos hochladen                |
| Torbogen                                 | Maikammerer Straße, an Nr. 15 Lage                                          | 1570                                 | Renaissance-Torbogen, bezeichnet 1570 | Fotos hochladen                |
| Torbogen                                 | Maikammerer Straße, an Nr. 19 Lage                                          | 1774                                 | spätbarocker Torbogen, bezeichnet 1774 | Fotos hochladen                |
| Toreinfahrt                              | Maikammerer Straße, an Nr. 25 Lage                                          | erste Hälfte des 19. Jahrhunderts    | Toreinfahrt mit originalen Holzflügeln, erste Hälfte des 19. Jahrhunderts | Fotos hochladen                |
| Spolie                                   | Mühlstraße, an Nr. 2 Lage                                                   | 18. Jahrhundert                      | barocker Wappenstein, 18. Jahrhundert | Fotos hochladen                |
| Skulptur und Spolien                     | Mühlstraße, an Nr. 4 Lage                                                   | 18. Jahrhundert                      | barocke Immakulata, 18. Jahrhundert; barocker Torbogen-Schlussstein, bezeichnet 1792; Reliefstein, bezeichnet 1738 (Bild) | weitere Bilder Fotos hochladen |
| Wohnhaus                                 | Mühlstraße 23 Lage                                                          | 1749                                 | barockes Wohnhaus über Hochkeller, bezeichnet 1749 | Fotos hochladen                |
| Spolien                                  | Mühlstraße, an Nr. 24 Lage                                                  | um 1600                              | Renaissance-Spolien: Torbogen-Scheitelstein, bezeichnet 1592; Werkstein, um 1600 | Fotos hochladen                |
| Försterei der Hund von Saulheim          | Mühlstraße 27 Lage                                                          | um 1740                              | winkelförmiger Barockbau über Hochkeller, teilweise Fachwerk, um 1740, im 19. Jahrhundert überformt | Fotos hochladen                |
| Skulptur und Architekturteile            | Tanzstraße, an Nr. 2 Lage                                                   | ab 1581                              | spätbarocke Immakulata in Muschelnische, wohl aus der zweiten Hälfte des 18. Jahrhunderts; Torbogen, bezeichnet 1581; Treppenturm, um 1600 | Fotos hochladen                |
| Torbogen                                 | Tanzstraße, an Nr. 5 Lage                                                   | 1601                                 | Renaissance-Torbogen, bezeichnet 1601 | Fotos hochladen                |
| Wohnhaus                                 | Tanzstraße 6 Lage                                                           | 1744                                 | barockes Wohnhaus; skulptierte Giebelnische (Bild), bezeichnet 1744, Fassade des Anbaus, 19. Jahrhundert, Torbogen bezeichnet 1737 | weitere Bilder Fotos hochladen |
| Wohnhaus                                 | Tanzstraße 8 Lage                                                           | 18. Jahrhundert                      | barocker Krüppelwalmdachbau, 18. Jahrhundert, Torbogen bezeichnet 1760 | Fotos hochladen                |
| Gasthaus Zur Krone                       | Tanzstraße 11 Lage                                                          | 1737                                 | Gasthaus „Zur Krone“; stattlicher barocker Mansardwalmdachbau, skulptierte Ecknische, bezeichnet 1737 (Bild), im Kern eventuell älter; rückwärtiger Flügel bezeichnet 1733; Granit-Gedenktafel (Bild), Geburtshaus von General Franz Ritter von Will, 1902 | weitere Bilder Fotos hochladen |
| Torbogen                                 | Tanzstraße, an Nr. 16 Lage                                                  | 1613                                 | Renaissance-Torbogen, bezeichnet 1613 | Fotos hochladen                |
| Torbogen                                 | Tanzstraße, an Nr. 18 Lage                                                  | 1808                                 | Torbogen, bezeichnet 1808; schmiedeeiserner Ausleger, Rokoko | Fotos hochladen                |
| Wohnhaus                                 | Tanzstraße 20 Lage                                                          | um 1600                              | reiches Fachwerkhaus, teilweise massiv, um 1600; Torbogen, bezeichnet 1756 (Bild) | weitere Bilder Fotos hochladen |
| Wohnhaus                                 | Totenkopfstraße 9 Lage                                                      | 1762                                 | zweiflügeliger spätbarocker Krüppelwalmdachbau über Hochkeller, bezeichnet 1762 | Fotos hochladen                |
| Torbogen und Skulptur                    | Totenkopfstraße, an Nr. 14 Lage                                             | 18. Jahrhundert                      | barocker Torbogen, bezeichnet 1751; Skulptur in Muschelnische (Bild), 18. Jahrhundert | weitere Bilder Fotos hochladen |
| Skulptur                                 | Totenkopfstraße, an Nr. 16 Lage                                             | 18. Jahrhundert                      | Skulptur in Muschelnische, 18. Jahrhundert | Fotos hochladen                |
| Wegekapelle                              | Totenkopfstraße, Ecke Jahnstraße Lage                                       | 18. Jahrhundert                      | Wegekapelle mit Vorhalle, wohl aus dem 18. Jahrhundert | Fotos hochladen                |
| Wegekreuz                                | östlich des Ortes an der K 32; Flur Im Kreuz Lage                           | 1764                                 | spätbarockes Kreuz auf Tischsockel, bezeichnet 1764 | Fotos hochladen                |
| Bildstock                                | südwestlich des Ortes am Weg zur Kropsburg; Flur Am Guckuckberg Lage        | 1865                                 | Bildstock, bezeichnet 1865 | Fotos hochladen                |
| König-Ludwig-Brunnen                     | südwestlich des Ortes an der Kropsburg Lage                                 | 1862                                 | klassizistischer Pfeiler mit Trog, bezeichnet 1862 | Fotos hochladen                |
| Ringwall                                 | südwestlich des Ortes auf dem Heidelberg, nordwestlich des Steinbruchs Lage |                                      | frühgeschichtlicher Ringwall | Fotos hochladen                |
| Kreuzweg                                 | südwestlich des Ortes nächst der Kropsburg Lage                             |                                      | St.-Ottillia-Kreuzweg, Kreuzigungsgruppe | Fotos hochladen                |
| Skulptur                                 | südlich des Ortes am Weg zur Kropsburg; Flur Am unteren Emsenacker Lage     | 18. Jahrhundert                      | barocke Immakulata auf reliefiertem Sockel, 18. Jahrhundert | Fotos hochladen                |

## Ehemalige Kulturdenkmäler
| Bezeichnung | Lage                               | Baujahr                     | Beschreibung | Bild            |
| ----------- | ---------------------------------- | --------------------------- | --- | --------------- |
| Hofpforte   | Kirchstraße, an Nr. 13 Lage        | 1599                        | Hofpforte, bezeichnet 1599; nicht mehr vorhanden                                                                                            | Fotos hochladen |
| Skulpturen  | Maikammerer Straße, an Nr. 31 Lage | Anfang des 17. Jahrhunderts | Wandnische mit Christusfigur, Wandnische mit Holzskulptur, Spätrenaissance, Anfang des 17. Jahrhunderts; Gebäude wurde durch Neubau ersetzt | Fotos hochladen |